# Radzymin
Radzymin – miasto w Polsce w województwie mazowieckim, w powiecie wołomińskim, położone około 10 km od Wołomina i około 17 km od granic Warszawy, 25 km od jej centrum. Siedziba gminy miejsko-wiejskiej Radzymin. Miasto wchodzi w skład aglomeracji warszawskiej. W latach 1975–1998 miasto administracyjnie należało do województwa warszawskiego.
Według danych Głównego Urzędu Statystycznego z 2016 miasto liczyło 12 244 mieszkańców.
Przywilej lokacyjny nadał Radzyminowi książę Bolesław IV warszawski w 1440 r. Udokumentowane prawa miejskie otrzymał Radzymin w 1475 r.
13–18 sierpnia 1920 w rejonie Radzymina miały miejsce decydujące walki Bitwy Warszawskiej. W mieście znajduje się cmentarz żołnierzy polskich poległych w tej bitwie.

## Charakterystyka

### Położenie miasta

Położenie Radzymina względem Warszawy

Radzymin położony jest 20 km na północny wschód od Warszawy. Jego powierzchnia wynosi 23,3 km². Przez miasto prowadzi droga krajowa S8 Warszawa – Białystok, będąca częścią trasy międzynarodowej zwanej Via Baltica. 
Miasto jest stolicą gminy o powierzchni 131 km², która wchodzi w skład powiatu wołomińskiego będącego częścią województwa mazowieckiego. Na północny zachód od miasta zlokalizowano w 1962 Zalew Zegrzyński o powierzchni 33 km², który jest miejscem rekreacji mieszkańców Warszawy oraz pobliskich miast, takich jak Legionowo czy Wołomin.
Miasto Radzymin, według Jerzego Kondrackiego, leży na obrzeżu Równiny Wołomińskiej, wchodzącej w skład większej jednostki fizjograficznej, jaką jest Nizina Środkowomazowiecka. Ta równina jest ograniczona od północy Doliną Dolnego Bugu, od wschodu Niziną Południowopodlaską, od południa Równiną Garwolińską, a od zachodu Kotliną Warszawską i Doliną Środkowej Wisły.

### Demografia

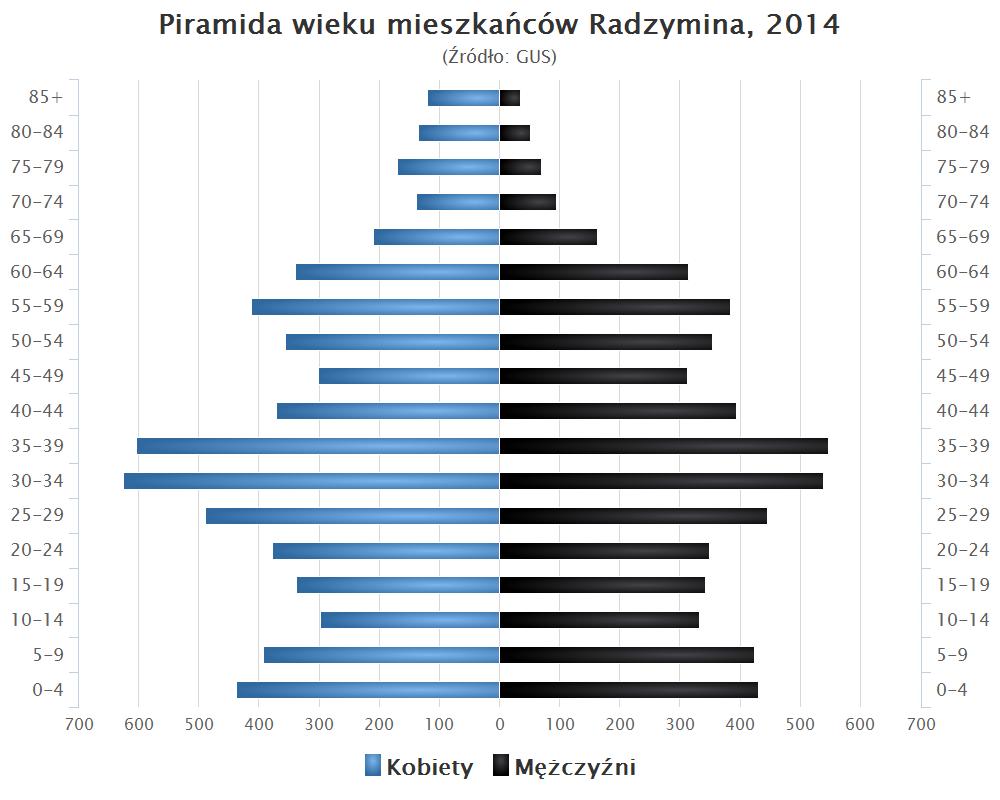
Piramida wieku mieszkańców Radzymina w 2014 roku

uwaga: dane za 1907

### Morfologia
Teren miasta jest równinny, prawie płaski (nachylenie 1% w kierunku północno-zachodnim, ku Dolinie Bugu), o bardzo mało zróżnicowanej rzeźbie. Wokół Radzymina znajduje się nieregularny ciąg wydm położonych wzdłuż Wisły i Bugu. Największe (dochodzące do 5 m) można oglądać w pobliżu Rejentówki – części letniskowej Radzymina nad rzeką Rządzą.

### Geologia
W podłożu Równiny Wołomińskiej, a w szczególności w okolicach Radzymina i w samym mieście, występują iły wstęgowe z zastoiska warszawskiego. Stanowią one ważny surowiec dla cegielni, eksploatowany intensywnie od ponad dwóch wieków. Od powierzchni teren pokrywają piaski słabogliniaste i gliniaste o miąższości od kilkudziesięciu centymetrów do 2–3 m i więcej na wydmach. Miasto ma na większości terenu grunt średnio- i słabospoisty oraz średnio- i słaboprzepuszczalny, co stwarza niezłe warunki budowlane.
Jedynie zachodnia część Radzymina, z powodu większego rozmycia i płytszego zalegania iłów, ma zmniejszoną nośność, co powoduje obniżenie atrakcyjności budowlanej.

### Gleby
Gleby w obrębie miasta i na terenach przylegających do niego są bardzo słabe, i nie stanowią dużej przydatności dla rolnictwa. W większości są to gleby luźne bielicowe i pseudobielicowe. W większości to V i VI klasa bonitacyjna. W niewielu tylko miejscach są gleby IV i III klasy, które najczęściej są wykorzystywane do małych upraw ogrodowych.

### Hydrologia

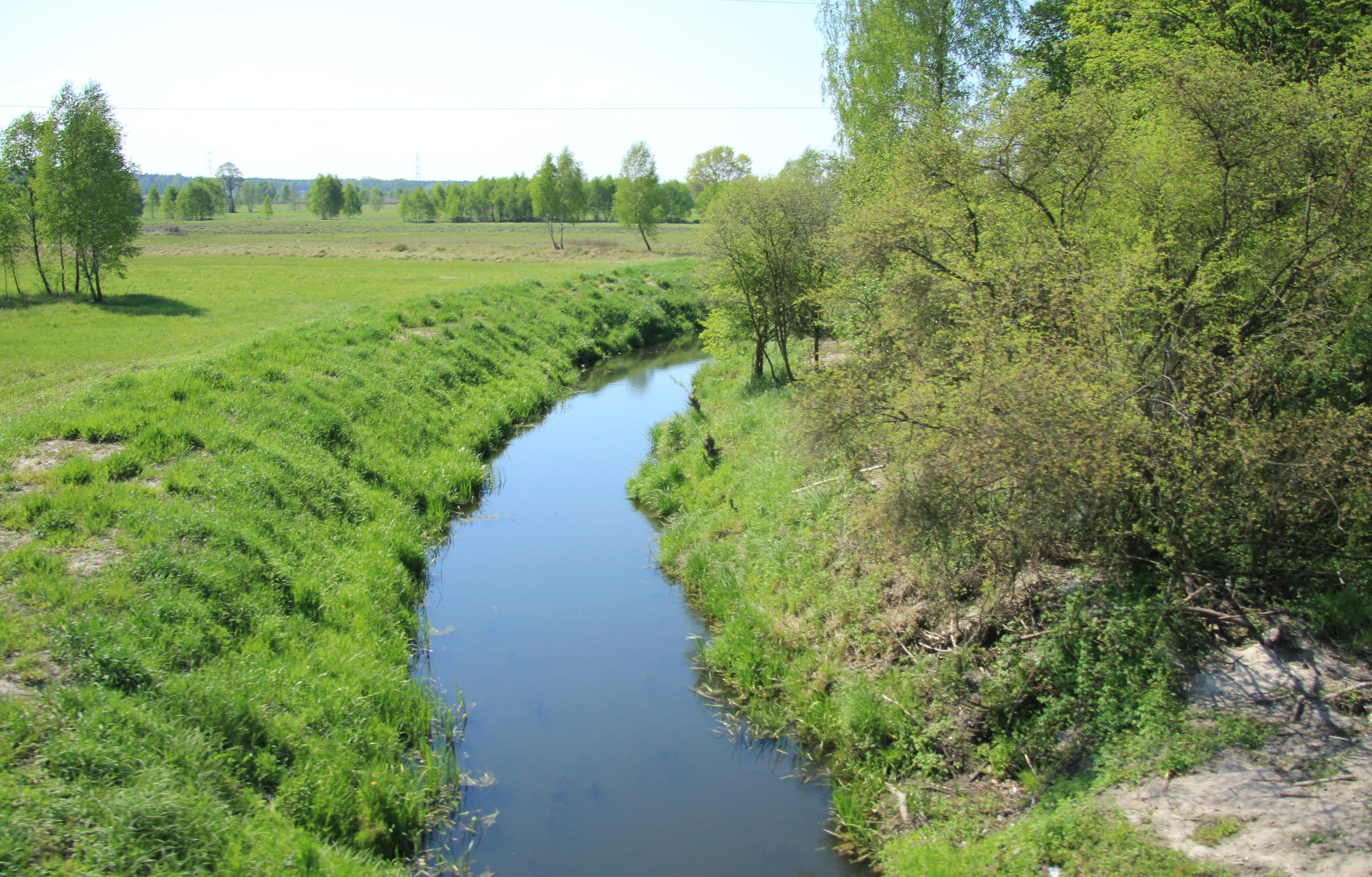
Beniaminówka

Wody podziemne na terenie miasta to głównie wody podglinowe i nadglinowe.
Głębokość zalegania wód waha się od 1 do 9 m pod wydmami. Średnia głębokość to około 2–3 m. Jest to poziom pozwalający na rozwój zabudowy mieszkaniowej. Wody powierzchniowe tegoż terenu są bardzo ubogie.
Radzymin należy do zlewiska Narwi o kierunku północno-zachodnim, zgodnie z nachyleniem terenu. W granicach miasta nie ma właściwie naturalnego cieku i zbiornika wodnego. Na północy miasta płynie jedynie rzeka Rządza, a poza tym na terenie jest wiele płytkich stawów oraz dwa sztuczne cieki: Beniaminówka oraz Kanał Sierakowski. Istnieją jeszcze na południowych obrzeżach dość spore stawy pozostałe po wydobyciu gliny do produkcji cegły, a będące miejscem rekreacji (dzikie kąpieliska i tereny wędkarskie) dla okolicznych mieszkańców.

### Klimat i roślinność

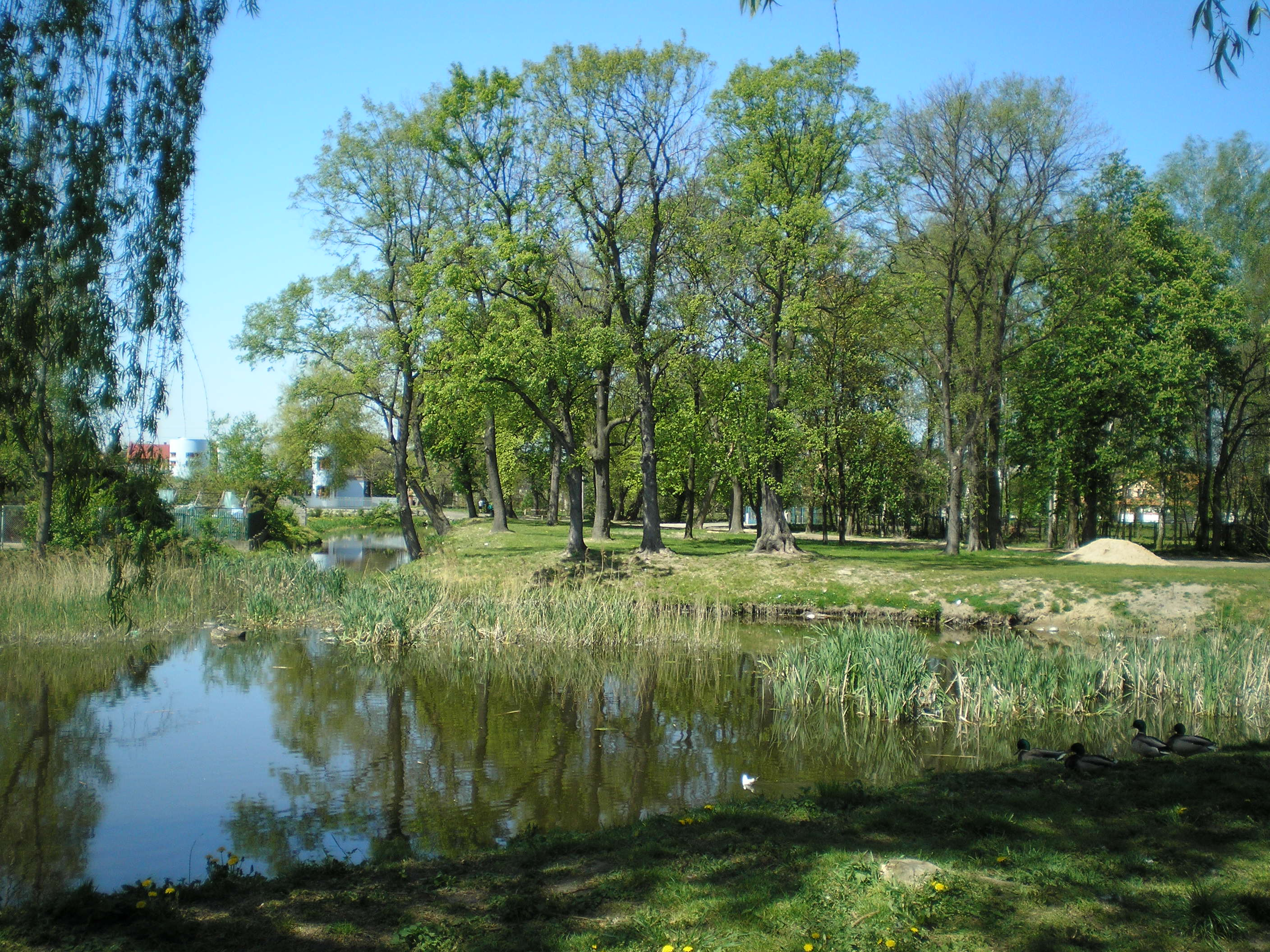
Częściowo zachowany park krajobrazowy z XVIII wieku

Klimat panujący w Radzyminie odpowiada klimatowi dużych dolin i różni się nieco od warunków na wysoczyznach okalających ten teren od południa, wschodu i północy. Średnia roczna temperatura wynosi 7,5 °C, przy najcieplejszym miesiącu – lipcu z temperaturą 18,5 °C i najzimniejszym styczniu –3,5 °C.
Opady na tym terenie wynoszą dość niewiele, bo około 500 mm (roczna suma opadów).
W okolicznych lasach dominują siedliska boru mieszanego z dominacją sosen, brzóz, robinii akacjowych, olch i dębów w drzewostanach. W podszycie i warstwie runa występują jałowce, paprocie, wrzos, mchy. Największe skupiska leśne znajdują się w północnej i północno-zachodniej części Radzymina, m.in. tzw. Rejentówka (zlokalizowane są tam domki letniskowe, zjawisko „drugich domów”). Są to pozostałości Puszczy Białej, ciągnącej się wzdłuż Bugu i Narwi aż do Liwca. Stanowiła ona niegdyś doskonałe tereny łowieckie, lecz dzisiaj zwierzyna jest dość mocno przetrzebiona. Można spotkać jedynie kuropatwy, bażanty, zające, czasami sarny i jelenie.

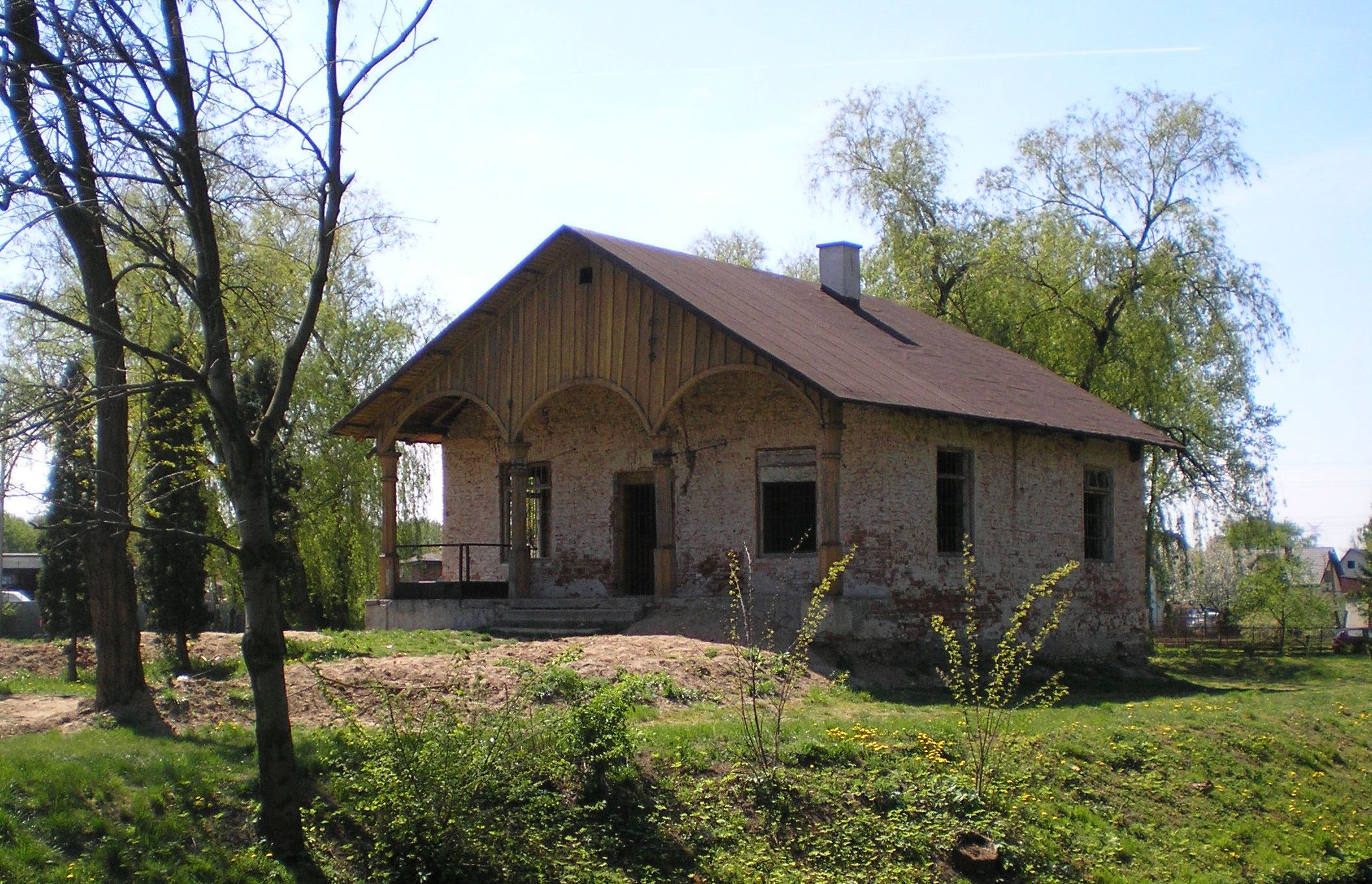
Dom administratora (tzw. „dworek”) w zachowanym częściowo parku krajobrazowym z XVIII wieku

Teren Radzymina jest atrakcyjny pod względem rozwoju gospodarczego i społecznego. Baza surowcowa pozwala na rozwój cegielni. Bliskość aglomeracji warszawskiej i możliwość budownictwa daje szanse na zamieszkanie ludności pracującej w Warszawie. Teren poza tym jest atrakcyjny turystycznie, co pozwala władzom miasta na wdrażanie pomysłów związanych z rozwojem tej gałęzi. Kompleksy leśne będące w granicach miasta, przystosowanie jeziorek powstałych w drodze pozyskiwania surowca na cegły, są też dobrymi czynnikami do wykorzystania w celach turystycznych.

## Historia
Miasto Radzymin ma długą historię, mającą bardzo duży wpływ na rozwój miasta i charakter przemian ustrojowych. Miało to też swoje odbicie w działaniach władz gminy i miasta. Po 1989 to właśnie uwarunkowania historyczne były jednymi z czynników aktywizujących społeczność radzymińską.

### Najstarsze wzmianki i legendy
Radzymin należy do jednych z najstarszych miast na Mazowszu. Pierwsze wzmianki o osadzie pochodzą z XIII wieku i mówią o nadaniu swojemu dworakowi przez księcia Konrada I mazowieckiego puszczańskich włości. Obejmowały one trudno dostępne tereny, które były zabagnione i gęsto zalesione. W tych ostępach na podróżujących czyhały nieprzyjemności, tak ze strony natury, jak i ludzi wyjętych spod prawa. Wtedy to, jak mówi legenda, nazwa osady wzięła się od słów „radzę omiń”. Historycy są jednak zdania, że osada przyjęła nazwę od słowiańskiego imienia Radzim. Przez osadę biegł trakt łączący Mazowsze z Prusami, na którym to powstawały liczne karczmy, zajazdy, będące zalążkami osad i późniejszych miast. Najstarszy zachowany dokument pochodzi z 1440 i traktuje o nadaniu przywileju Janowi z Radzymina przez księcia Bolesława mazowieckiego. Wedle przekazów Radzymin był już sporą osadą targową, a właściciel znanym i cenionym na książęcym dworze człowiekiem. W 1473 syn księcia Bolesława, Kazimierz, biskup płocki, eryguje parafię. Dwa lata później, w 1475, osada staje się miastem na prawie chełmińskim (odmiana prawa niemieckiego). Miasto liczyło wtedy 36 domów i 387 mieszkańców.

### Lata rozkwitu miasta (wiek XVI – początki XX w.)

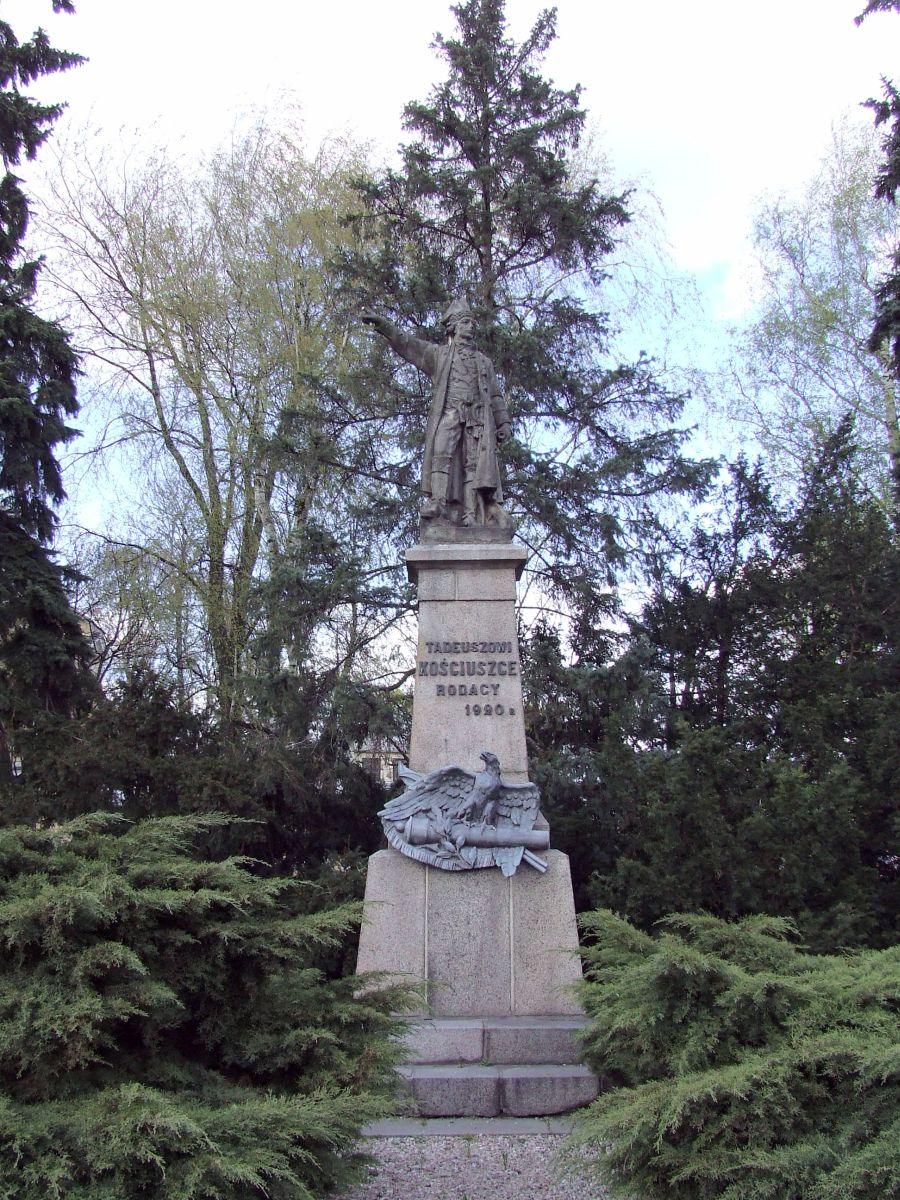
Pomnik Tadeusza Kościuszki

Od wieku XVI miasto przechodziło różne koleje losu. Miasto położone było w 1580 roku w powiecie warszawskim ziemi warszawskiej województwa mazowieckiego. W 1629 roku właścicielem miasta był Rafał Leszczyński. Miało wielu właścicieli (m.in. Leszczyńscy, Czartoryscy, Lubomirscy). Jedni działali na rzecz rozwoju miasta, inni się nim nie interesowali, a jeszcze inni dążyli do jego upadku. Spośród nich do rozwoju Radzymina najbardziej przyczyniła się ks. Eleonora Czartoryska, która m.in. ufundowała klasycystyczny kościół wraz z dzwonnicą i wyjednała u króla przywilej odbywania cotygodniowych, środowych jarmarków.
Po III rozbiorze Polski Radzymin znalazł się przejściowo w zaborze pruskim.
W czasach Księstwa Warszawskiego podczas wojny polsko-austriackiej w 1809 r., 25 kwietnia na polach okolicznych i w samym Radzyminie szwadron Pułku 3. ułanów Księstwa Warszawskiego i jeden batalion 6 Pułku Piechoty Księstwa Warszawskiego stoczyły bitwę z dużo silniejszymi oddziałami austriackimi, biorąc do niewoli 2 bataliony piechoty w tym 37 oficerów.
W 1815 roku Radzymin znalazł się w zaborze rosyjskim, w którym pozostawał przez najbliższe przeszło 100 lat. W 1867 r. miasto stało się siedzibą powiatu radzymińskiego, utworzonego z części powiatu stanisłowawskiego. Radzymin liczył wtedy ponad 200 domów i około 3500 mieszkańców (z czego połowa to Żydzi, którzy mieszkali w mieście już w XVII wieku). Miejscowość była znanym ośrodkiem chasydyzmu, a do radzymińskiego cadyka Jakowa Arie Gutermana, zwanego „cudotwórcą” pielgrzymowali wierni nie tylko z Polski, ale też spoza jej granic. W latach 1907–1908 w mieście przebywał Isaac Bashevis Singer, jeden z najsłynniejszych pisarzy tworzących w języku jidysz, laureat literackiej Nagrody Nobla w 1978 r., twórca wielu dzieł, między innymi „Sztukmistrza z Lublina”.
Ważnym czynnikiem rozwojowym było przedłużenie w roku 1899 wąskotorowej kolei mareckiej łączącej Radzymin z Warszawą oraz utwardzenie traktu (stworzenie drogi bitej) Warszawa – Wyszków. Wtedy to rozwijał się mały przemysł i handel (głównie drewnem). Powstało Towarzystwo Pożyczkowo-Oszczędnościowe i Ochotnicza Straż Pożarna. W mieście były również władze administracyjne i sądownicze.

### Czasy wojen światowych

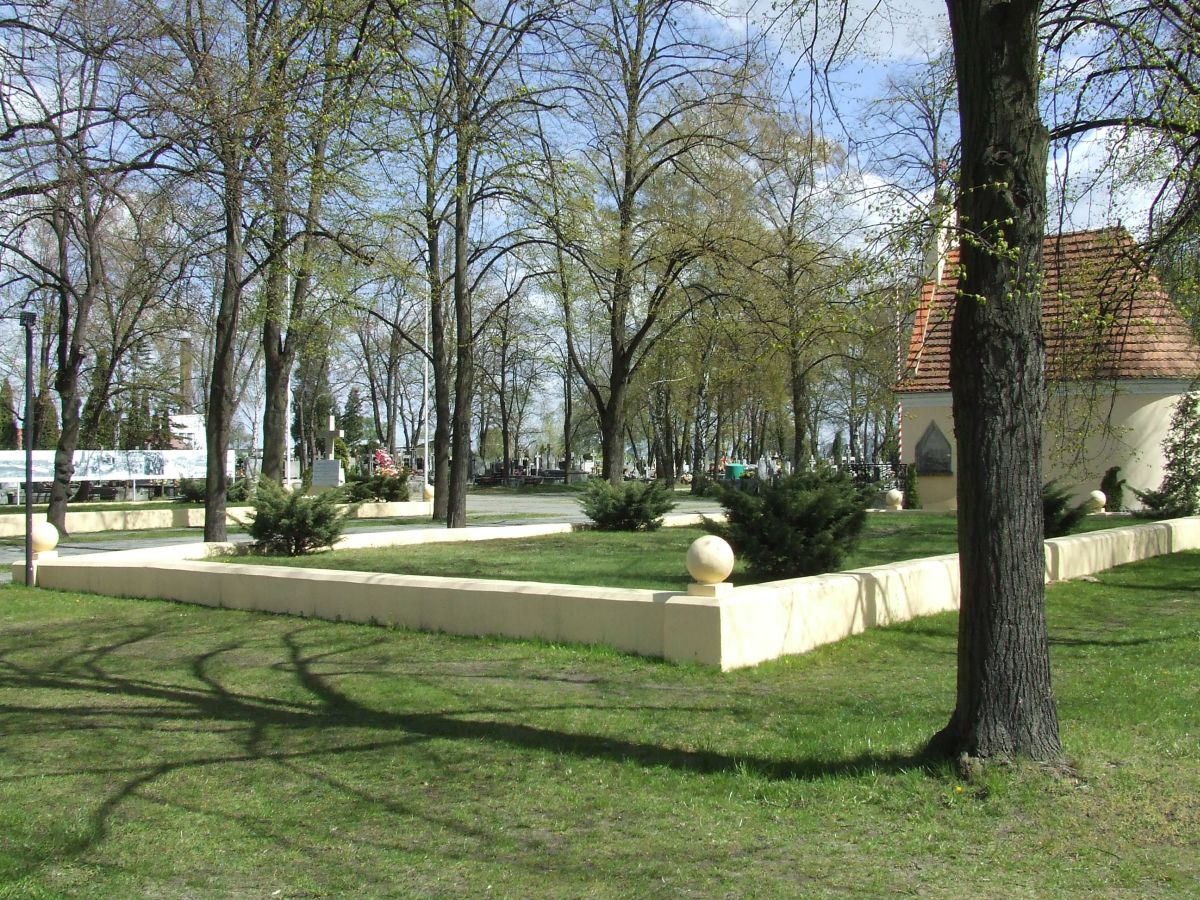
Kwatera żołnierzy poległych pod Radzyminem w 1920 r. na cmentarzu

Podczas I wojny światowej miasto było pod okupacją niemiecką. W Radzyminie silnie rozwinięte były organizacje bojowe (m.in. Polska Organizacja Wojskowa), które czynnie brały udział podczas walk. Jednak największe znaczenie dla miasta miała bitwa pod Radzyminem stoczona z bolszewikami 12–15 sierpnia 1920, będąca częścią większej operacji znanej jako „Cud nad Wisłą”. 15 sierpnia 1920 rozegrała się przełomowa batalia w wojnie polsko-bolszewickiej, która zapobiegła rozszerzeniu się komunizmu na Polskę, a może i na całą Europę. Dzień ten stał się dniem Żołnierza Polskiego, a święto do 1939 r. było hucznie obchodzone w mieście i całym kraju.

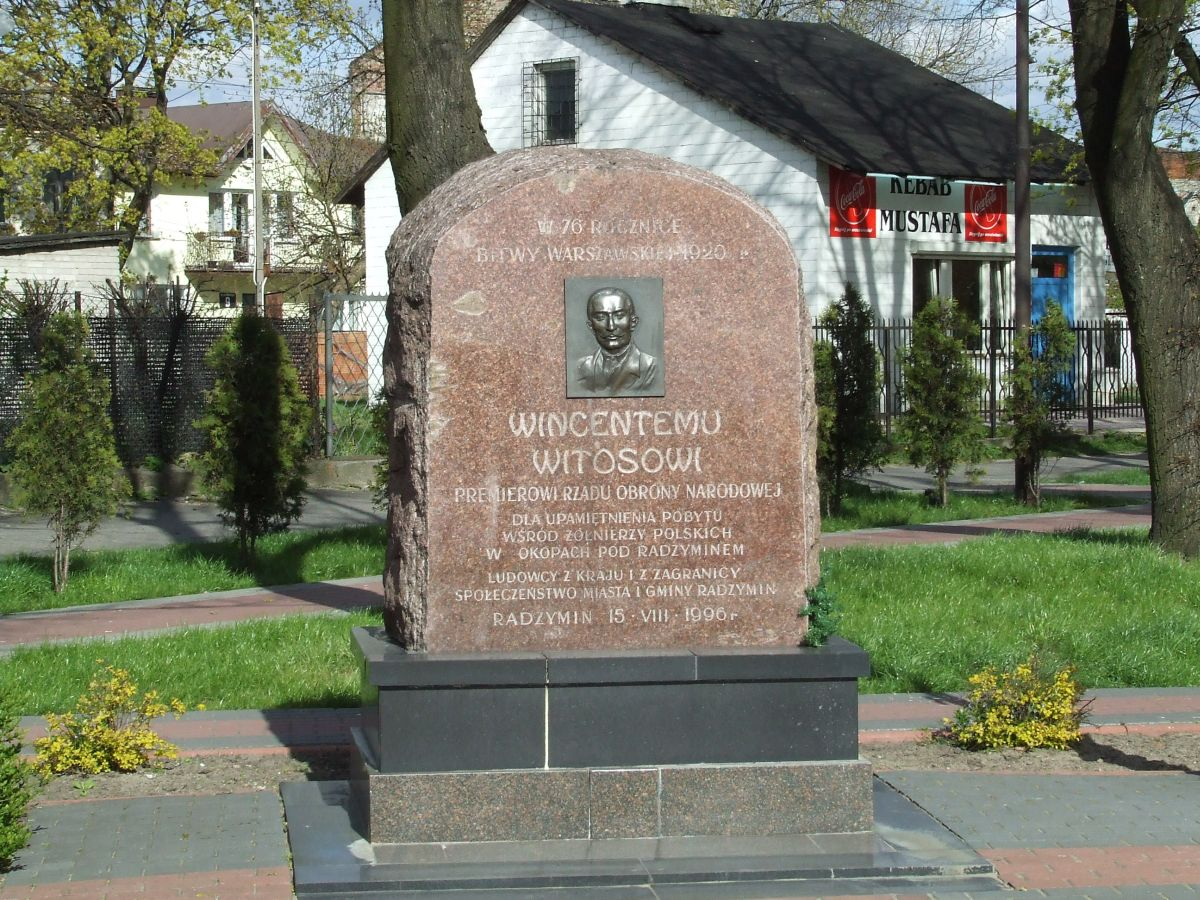
Obelisk upamiętniający wizytę Wincentego Witosa w 1920 r.

W latach międzywojennych Radzymin przeżywał rozkwit kulturalny i gospodarczy. Powstawały liczne towarzystwa, szkoły, rozwijał się handel. Miasto stało się ważnym ośrodkiem w skali mikroregionu. W przeddzień II wojny światowej w Radzyminie było 480 domów, 8800 mieszkańców (ok. 3900 to ludność żydowska, 500 niemiecka). Miasto powoli traciło charakter rolniczy (40%) na rzecz usług oraz małego i średniego przemysłu (głównie cegielnie, ze względu na surowiec).

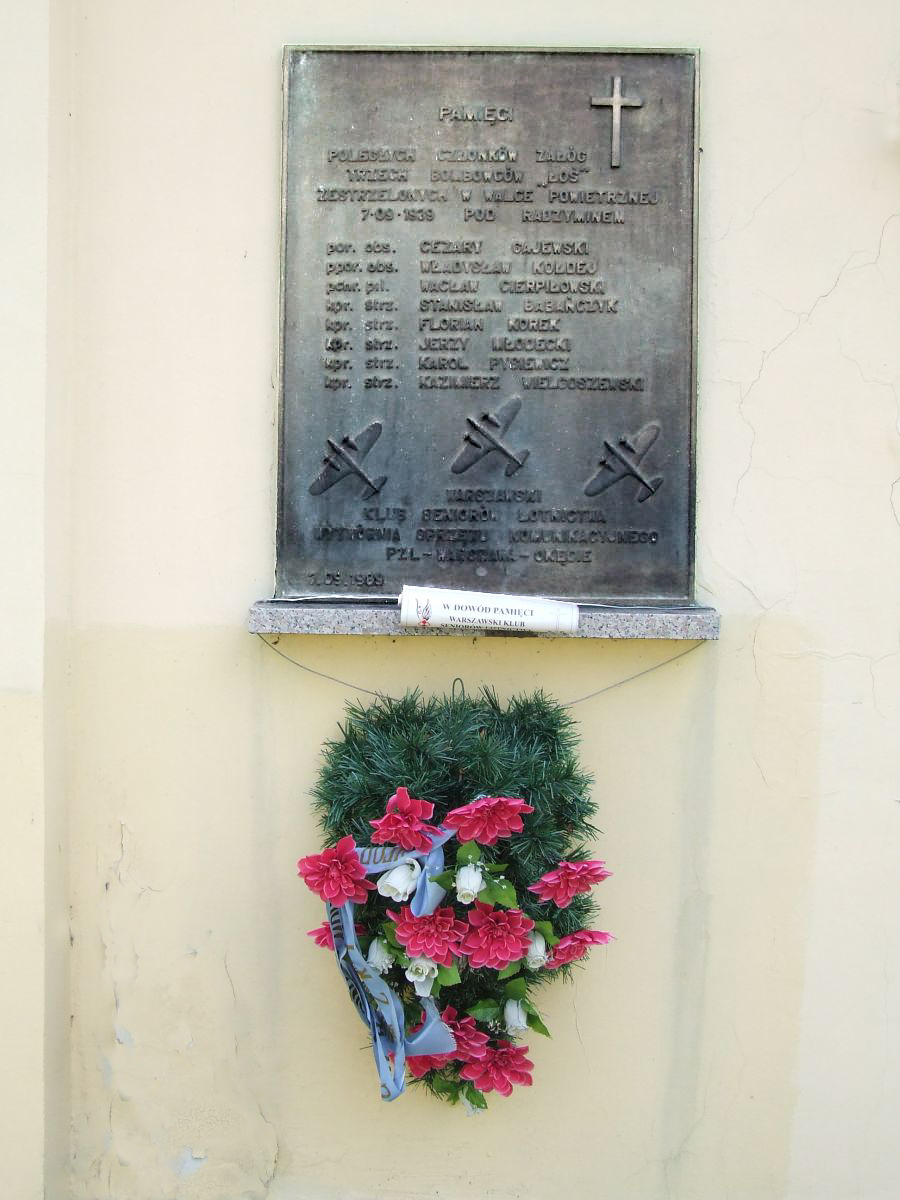
Tablica na cmentarzu upamiętniająca załogi 3 bombowców PZL-37 Łoś zestrzelonych w 1939 r.

II wojna światowa zmieniła całkowicie oblicze Radzymina. Ludność żydowska została rozstrzelana w getcie lub wywieziona do obozu zagłady w Treblince. Na przełomie lipca i sierpnia 1944 pod Radzyminem rozegrała się jedna z największych bitew pancernych Bitwa pod Warszawą 1944, w której brały udział jednostki 3 Korpusu Pancernego, 8 Gwardyjskiego Korpusu Pancernego i 16 Korpusu Pancernego sowieckiej 2 Armii Pancernej (2-й Танковой Армии) nacierającej od strony Lublina przez Dęblin oraz kilku dywizji pancernych wojsk niemieckich, a mianowicie: 1 Dywizji Spadochronowo-Pancernej „Hermann Göring”, 5 Dywizji Pancernej SS „Wiking”, 3 Dywizji Pancernej SS „Totenkopf” oraz 4 i 19 Dywizji Pancernej. Bitwa zakończyła się klęską armii radzieckiej, a miasto zostało prawie całe zniszczone. Nigdy już nie odzyskało swojego stanu sprzed wojny pod żadnym względem. Po wkroczeniu Armii Czerwonej ponad setka mieszkańców (przeważnie żołnierzy AK) została aresztowana przez NKWD i wywieziona w głąb ZSRR.

### Okres powojenny

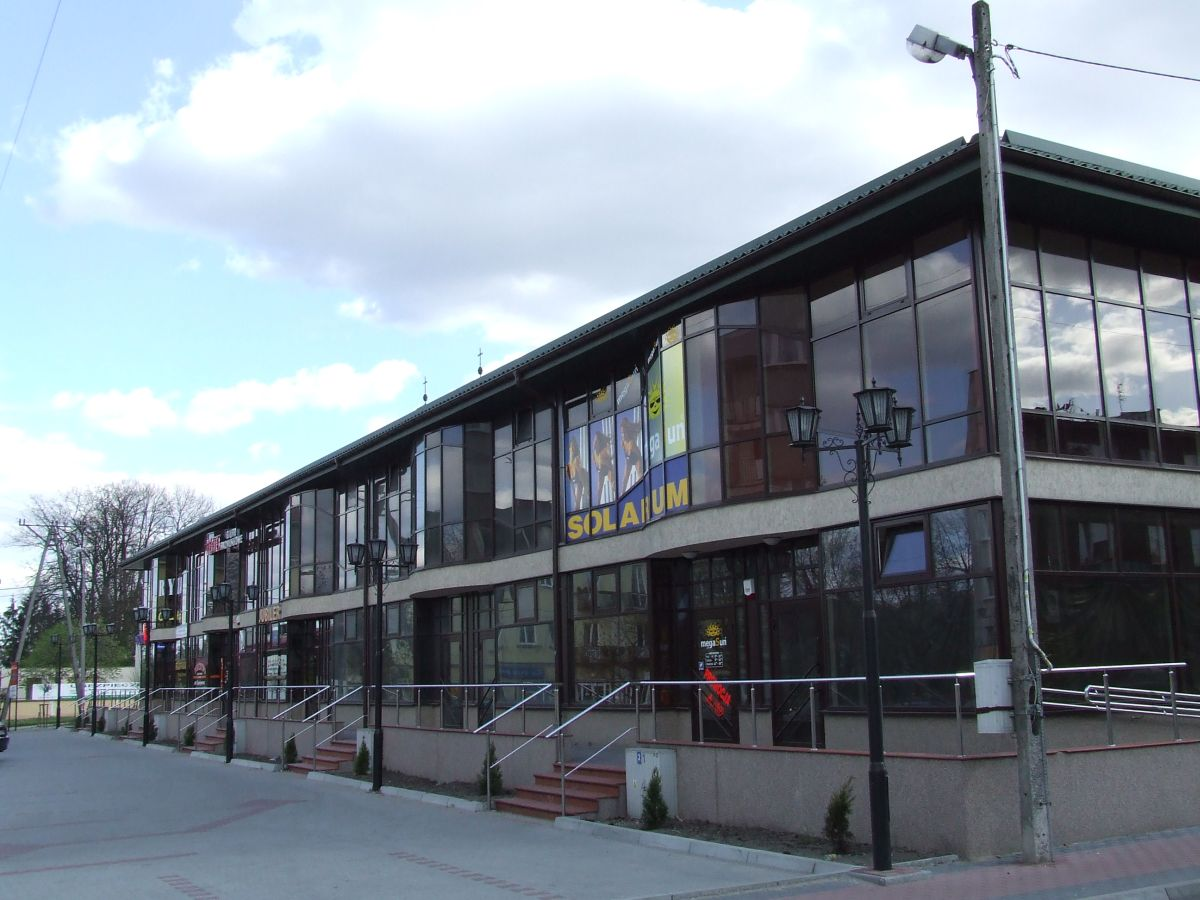
Pawilony handlowe na Starym Rynku

Nastające po wojnie stosunki polityczne zepchnęły miasto w zapomnienie. Miasto było dyskryminowane w związku z bitwą 1920. Niszczono pamiątki, zmieniano nazwy ulic, wyciszano sprawy związane z „Cudem nad Wisłą”, a władze socjalistyczne wykazywały brak zainteresowania Radzyminem. W 1952 r. regres jeszcze bardziej się pogłębił, gdyż siedziba powiatu została przeniesiona do pobliskiego Wołomina, co miało niemały wpływ na sytuację gospodarczą miasta. Miasto nie uzyskało dogodnego połączenia komunikacyjnego ze stolicą, co powodowało odpływ ludności w pobliże dogodniejszych szlaków (np. Marki czy Wołomin) lub do samej Warszawy. Inne ośrodki (Wołomin, Legionowo) przejęły gros funkcji Radzymina. Dopiero w 1974 r., kiedy zlikwidowano „kolejkę marecką” (dojazd do stolicy ok. 1 godz. 15 min.), wprowadzając jednocześnie transport kołowy (PKS – dojazd wówczas ponad 40 min.), sytuacja połączenia ze stolicą się poprawiła.
Przez miasto przebiega droga międzynarodowa (dawniej E-12), która w latach 70. i 80. XX w. straciła znaczenie z powodu złego stanu technicznego. Obecnie przebiega obwodnicą Radzymina i spełnia wymogi transportu międzynarodowego. W granicach Radzymina przebiega również linia kolejowa, służąca przed wojną do transportu wojskowego w obwodzie warszawskim. Po 1945 r. odgrywała marginalną rolę – ostatnie połączenia pasażerskie na linii Tłuszcz – Legionowo zostały zlikwidowane w pierwszej połowie lat 90. XX w. Obecnie linia nie ma prawie żadnego znaczenia.
Budownictwo mieszkaniowe do lat 70. XX w. przeżywało regres z powodu niedostatecznego dofinansowania przez władze centralne. Dopiero po wspomnianym okresie, kiedy powstały w Radzyminie spółdzielnie mieszkaniowe, rozpoczyna się okres rozwoju tego sektora, choć ograniczonego słabą infrastrukturą: brak kanalizacji, wodociągów, gazociągów. Poprzez te czynniki miasto wykazywało recesję wskaźników demograficznych. Inne miasta tego rejonu wielokrotnie podwoiły liczbę mieszkańców od 1939 r., podczas gdy Radzymin zanotował 10% spadek. Bliskość stolicy, w której w znacznej mierze koncentrował się przemysł i usługi, spowodowała, że miasto z lokalnego ośrodka przemysłowo-usługowego przekształciło się w ośrodek satelicki.

## Zabytki

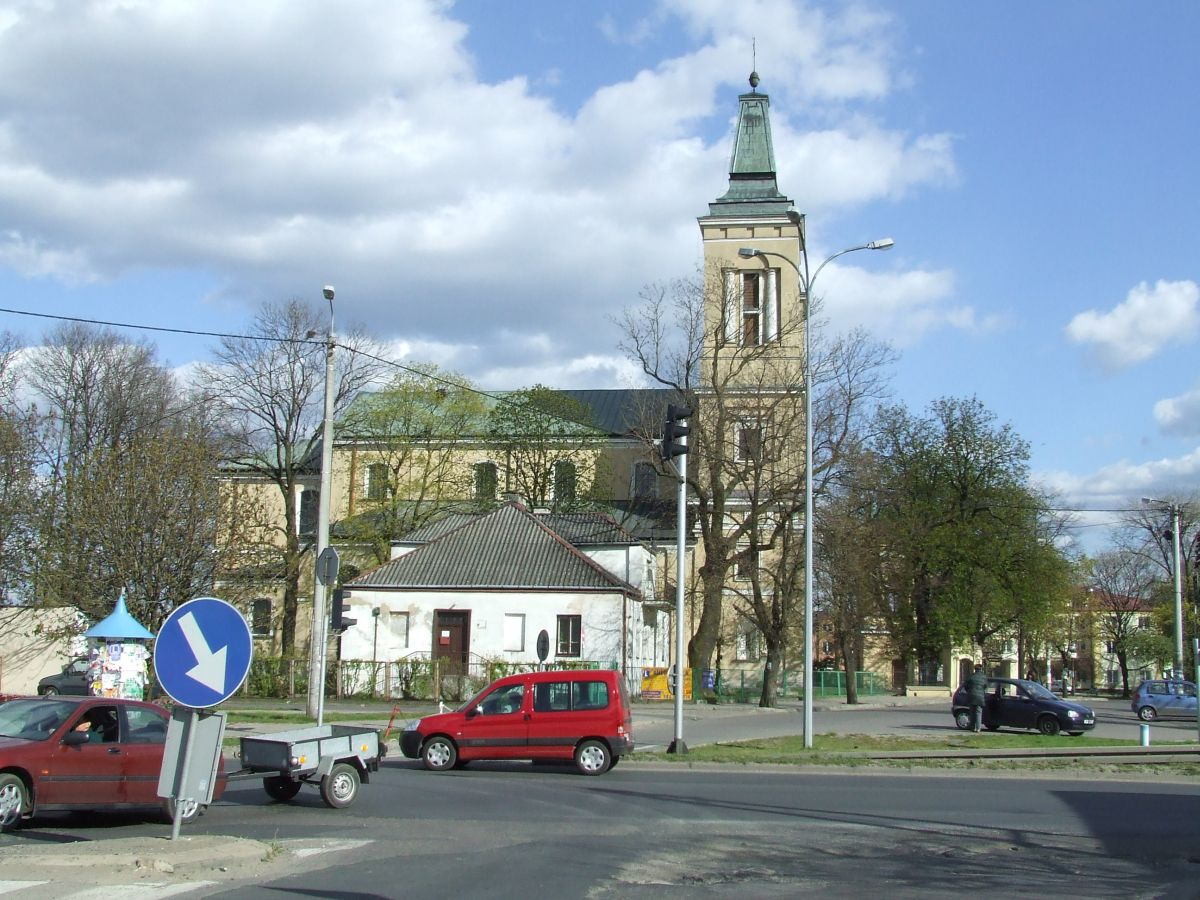
Kolegiata Przemienienia Pańskiego i budynek dawnego przytułku dla ubogich z XVIII wieku

Do rejestru zabytków Narodowego Instytutu Dziedzictwa wpisane są następujące obiekty z Radzymina:
- klasycystyczny kościół z lat 1779–1780 wraz z wolno stojącą dzwonnicą (nr rej.: 1093/634/62 z 5.04.1962), według projektu Jana Chrystiana Kamsetzera, przebudowany i powiększony w latach 1897–1919 według projektu Konstantego Wojciechowskiego, obecnie kolegiata; w kościele zachowały się XVIII w. obrazy i rzeźby; obok kościoła znajduje się plebania z 2. poł. XVIII w.
- cmentarz (tzw. stary cmentarz), 1779–XX w., nr rej.: 1475 z 23.09.1992
- cmentarz (tzw. nowy cmentarz), 1912, 1930–32, nr rej.: 1321 z 11.10.1988, na cmentarzu są pochowani żołnierze uczestniczący w walkach o Radzymin w 1920, 1939 i 1944
  - kaplica, 1927
  - brama
  - dom przycmentarny (dozorcy), nr rej.: 1594 z 10.08.1995
- pozostałości parku typu krajobrazowego z XVIII w. wraz z dawnym domem administratora parku (tzw. „dworek”), nr rej.: 1593-A z 12.07.1995
- dawne starostwo, 1830, nr rej.: 1095/34 z 20.09.1954
- szkoła późnoklasycystyczna z lat 1834–1844 według projektu Antonia Corazziego; obecnie siedziba Liceum Ogólnokształcącego im. Norwida, w latach 1844–1994 placówka kształcenia nauczycieli szkolnictwa poziomu podstawowego, nr rej.: 1094/635/62 z 5.04.1962
- dom, ul. Konstytucji 3 Maja 4, pocz. XX, nr rej.: 4-A z 18.12.2000

Inne obiekty historyczne:
- budynek d. szkoły elementarnej i przytułku dla ubogich z 1779 (tzw. „przy świętym Janie”), który znajduje się obok kościoła. Obecnie siedziba m.in. Towarzystwa Przyjaciół Radzymina. Przed budynkiem znajduje się barokowa figura św. Jana Nepomucena z 2. poł. XVIII w.
- d. szpital wojskowy neoklasycystyczny z 1843 według projektu Henryka Marconiego, obecnie siedziba niektórych instytucji samorządu miejskiego i powiatowego

## Edukacja

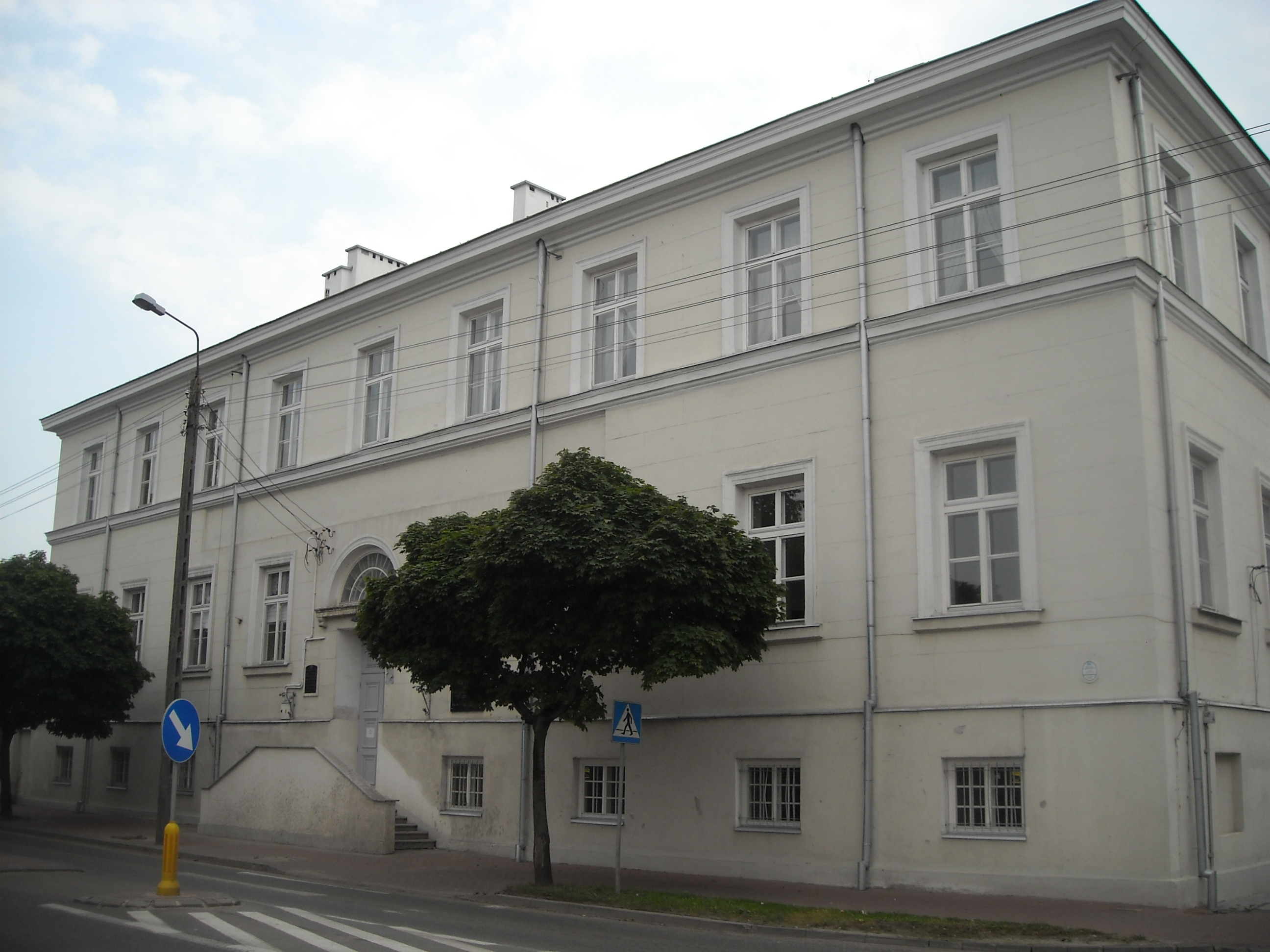
Gmach Instytutu Nauczycieli Elementarnych, ob. Liceum Ogólnokształcące im. Cypriana Kamila Norwida (1834–1844)

### Szkoły podstawowe
- Szkoła Podstawowa nr 1 im. ppłk. pil. Mariana Pisarka, ul. 11 Listopada 2
- Szkoła Podstawowa nr 2 im. księżnej Eleonory Czartoryskiej, ul. Marii Konopnickiej 24

### Szkoły średnie i policealne
- Liceum Ogólnokształcące im. Cypriana Kamila Norwida, ul. Konstytucji 3 Maja 26
- Zespół Szkół Techniczno-Zawodowych im. Czesława Nowaka, aleja Jana Pawła II 18
- Szkoła Branżowa I Stopnia im. kpt Stefana Pogonowskiego, ul. Komunalna 6

## Transport

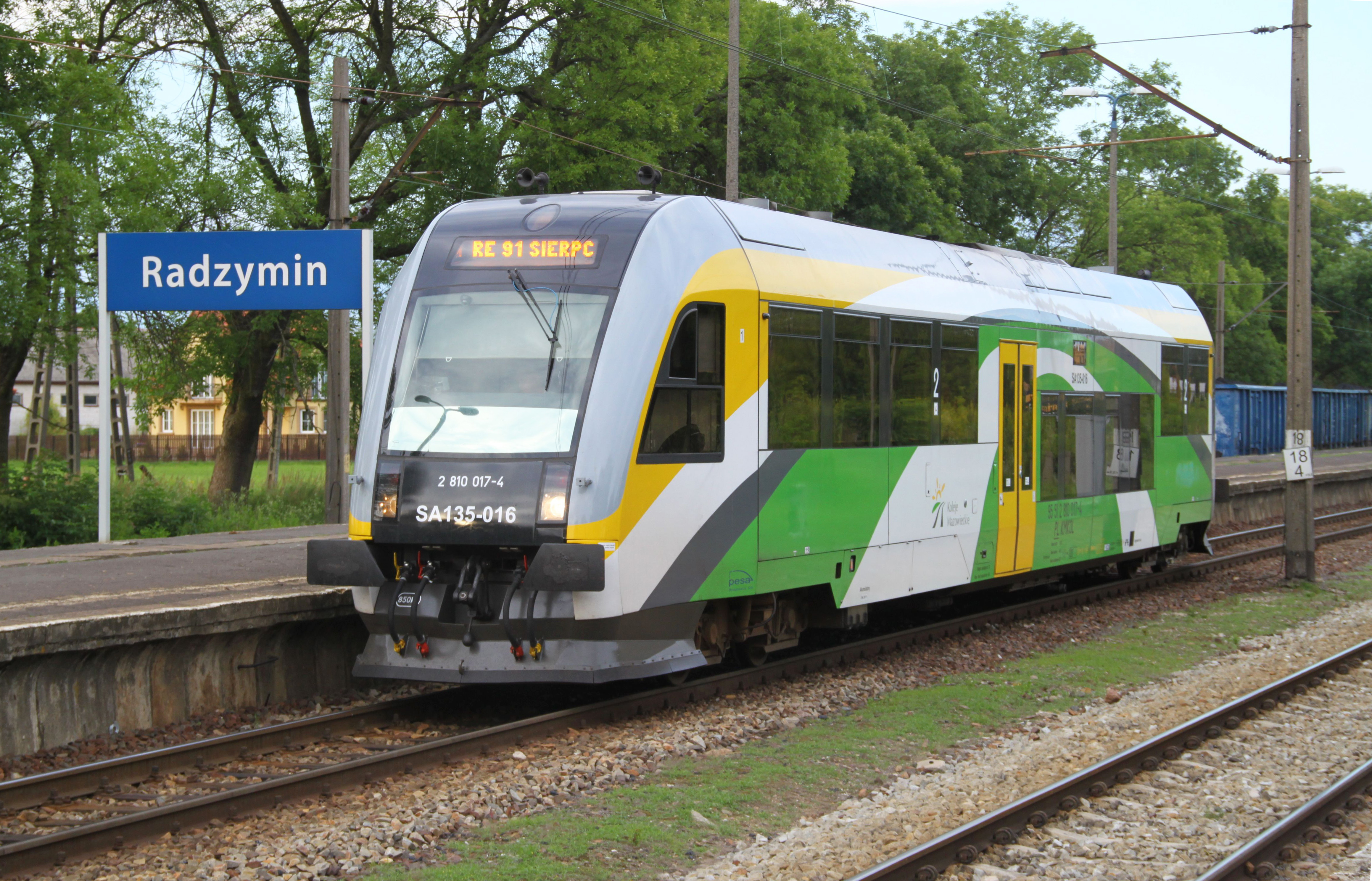
Wagon spalinowy Pesa 214M Kolei Mazowieckich do Sierpca na stacji Radzymin

Radzymin posiada regularne połączenia autobusowe, zapewniane przez prywatnych przewoźników z Radzymina i Wyszkowa, z Warszawą, Wyszkowem, Wołominem i innymi okolicznymi miejscowościami. 17 października 2009 linię 738 uruchomił warszawski ZTM.
Połączenia ze stacji kolejowej do Tłuszcza i Sierpca (przez Legionowo) (i dalej – z Warszawą Gdańską) zapewniają Koleje Mazowieckie. Przewoźnik w latach 2006–2008 uruchamiał także w okresie czerwiec–wrzesień specjalne połączenie „Zegrzyk” na trasie Warszawa Gdańska – Radzymin.
Od 2 stycznia 2020 siedem par pociągów SKM Warszawa (trzy w szczycie porannym i cztery w popołudniowym) linii S3 z Lotniska Chopina zostało wydłużonych przez Nieporęt do Radzymina.
Do roku 1974 kursowała kolejka wąskotorowa w relacji Radzymin – Marki – Warszawa.

## Wspólnoty wyznaniowe
- Kościół rzymskokatolicki:

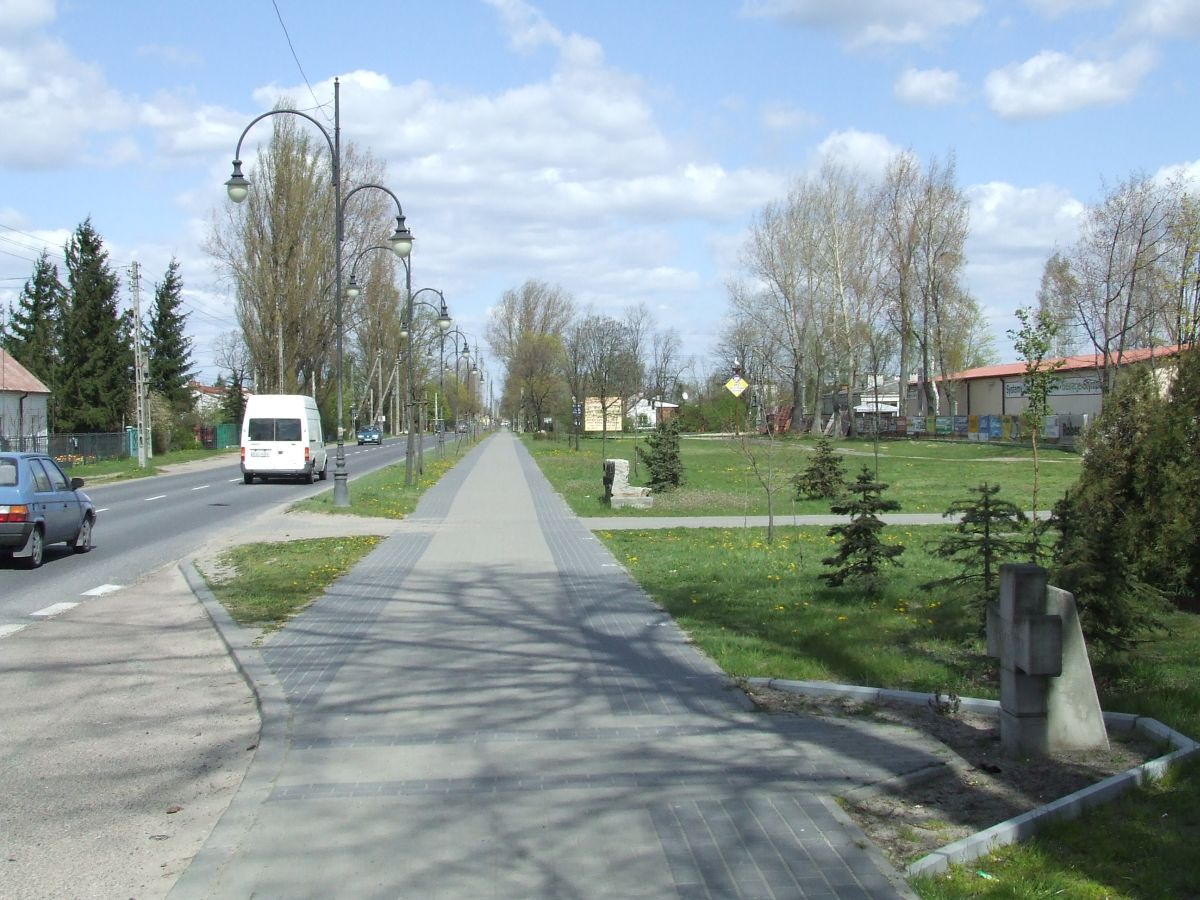
Droga Golgoty Narodu Polskiego w Radzyminie

- Parafia św. Jana Pawła II w Radzyminie
- Parafia Przemienienia Pańskiego w Radzyminie

- Świadkowie Jehowy:

- zbór Radzymin (Sala Królestwa)